# 旧城乡 (施甸县)
旧城乡，是中华人民共和国云南省保山市施甸县下辖的一个乡镇级行政单位。

## 行政区划
旧城乡下辖以下地区：
旧城村、里戛村、大山村、李来村、芒别村、芭蕉林村、大田坝村和新街村。

## 中国传统村落
2013年8月，和尚田村被评为第二批中国传统村落。